# Che fanno i nostri supermen tra le vergini della jungla?
Che fanno i nostri supermen tra le vergini della jungla? è un film del 1970 diretto da Bitto Albertini.
Pellicola di fanta-spionaggio con colonna sonora di Sante Maria Romitelli.
È il terzo film della serie dei 3 Supermen, in cui più volte cambiano regista, interpreti e nomi dei personaggi, avviata col film I fantastici 3 Supermen del 1967.
Al tempo uscirono delle locandine in cui il titolo del film era indicato come An vedi che fanno i nostri superman tra le vergini della jungla! e pubblicizzato come «degno di Walt Disney».

## Trama
Scott, con gli inseparabili Dick e Martin (l'invincibile trio noto come "i tre supermen"), ha la meglio sulle spie russe, ma incontra non pochi problemi quando incappa in una tribù di Amazzoni, la cui focosa regina brama tenerlo tutto per sé.»
(Fantafilm)

## Accoglienza

### Critica
La vicenda è scritta come quella di un albo a fumetti, aggiornato, nel ritratto dei personaggi, con una innocente dose di cinismo: Scott è l'eroe combattuto tra più donne, Dick e Martin sono per nascita cavallereschi furfanti e fino all'ultimo, sebbene arruolati dai servizi segreti, non resistono alla tentazione di mettersi in tasca parte del bottino.»
(Fantafilm)